# استرخک
استرخک روستایی در دهستان شوسف بخش شوسف شهرستان نهبندان استان خراسان جنوبی ایران است. بر پایه سرشماری عمومی نفوس و مسکن در سال ۱۳۹۰ جمعیت این روستا ۳۳ نفر (در ۸ خانوار) بوده است.